# After Forever
After Forever es un grupo de metal sinfónico y metal progresivo formado en los Países Bajos. 
Se formó en 1995 y quedó oficialmente disuelto en 2009. El 24 de octubre de 2024 anunciaron su reunión sin la cantante Floor Jansen.

## Historia
Formados en el año 1995 por Mark Jansen y Sander Gommans bajo el nombre de Apocalypse, el grupo se dedicó en sus comienzos a tocar versiones de canciones clásicas de Iron Maiden, Queen y The Cult.
El nombre del grupo cambio a After Forever cuando empezaron a componer sus propias canciones, grabando su primer demo en 1999, "Ephemeral", el cual atrajo el interés de la discográfica "Transmission Records", con la cual firmaron inmediatamente. El estilo de su música es una base de metal sinfónico con incorporaciones de tipo clásico o incluso de música alternativa.
El 24 de abril de 2000 la banda lanza su primer álbum de estudio, Prison of Desire, bajo el sello discográfico Transmission Records. Este álbum cuenta con melodías depresivas y agresivas en algunos momentos, participación de un coro y también tiene como invitada especial a Sharon den Adel, vocalista de Within Temptation, la cual hace un dueto con Floor en "Beyond Me". A diferencia de sus trabajos más actuales, este disco tiene canciones de duración más extensa.
El 27 de mayo de 2001 la banda lanza su segundo álbum de estudio, Decipher, producido por Stephen van Haestregt y Oscar Holleman. Para muchos admiradores del gothic metal, este trabajo es una verdadera obra de arte. Las canciones tienen un corte bastante melódico, la voz de Floor tienen un nivel mucho más alto que en su anterior trabajo y siguen participando colaboradores en los coros.
En el 2002, el guitarrista Mark Jansen abandona la banda por diferencias musicales entre los miembros de After Forever y funda una nueva banda, "Sahara Dust" (ahora llamada Epica). 
El 17 de octubre de 2003, la banda lanza al mercado el EP, "Exordium" para darles a los fanes una idea del nuevo estilo de After Forever después de la marcha de Mark Jansen.
En el 2004 la banda lanza su primer álbum conceptual, Invisible Circles y el sencillo "Digital Deceit" del mismo. Tras la marcha de Mark el cual era el principal compositor, la banda tuvo un cambio brusco en la estructura y las letras de sus canciones. Este álbum cuenta la vida de una niña la cual es despreciada e incomprendida en su entorno y su pena al ver a sus padres pelear.
Varios meses después el teclista, Lando Van Gils, abandona la banda porque no podía aguantar la presión de las giras largas. La banda integra a Joost Van Den Broek (ex-Sun Caged) y este los ayuda a encontrar un nuevo estilo para su próximo álbum. 
El 8 de septiembre de 2005 la banda lanza su último disco con la discográfica Transmission Records y uno de los más exitosos, Remagine. Este disco tiene un toque más alternativo comparado con sus anteriores trabajos pero no deja atrás los toques clásicos y el canto lírico de Floor.
El 6 de junio de 2006, tras muchos problemas con la discográfica la banda termina su contrato con Transmission Records y se enfocara en un nuevo álbum con su nuevo sello discográfico, Nuclear Blast.
En junio del 2006 la banda cumple 10 años y su anterior discográfica, Transmission Records decide lanzar un disco recopilatorio llamado Mea Culpa. Este disco cuenta con recopilaciones de sus temas más representativos, desde el demo "Ephemeral", pasando por Prison of Desire, Decipher, Invisible Circles y hasta llegar a Remagine. Aunque se están cumpliendo aproximadamente 10 años de esta fabulosa banda, la misma no tuvo ninguna participación en la creación de este álbum.
El 20 de abril de 2007 salé a la venta su siguiente álbum de estudio, esta vez con el sello discográfico alemán, Nuclear Blast, de nombre After Forever (al igual que el nombre de la banda). La banda lo nombró de esta manera ya que este álbum contiene todos los elementos que la banda ha utilizado desde sus principios, su sencillo titulado "Energize Me" salió a la venta en marzo, la banda grabó un video musical del mismo tema a finales de febrero. Posteriormente, editaron un nuevo sencillo, "Equally Destructive".
En enero de 2008 la banda anuncia un periodo de descanso de un año como mínimo, debido al estado de salud de Sander Gommans, al cual el estrés había llevado a sufrir un ataque.
Recientemente la banda ha publicado una carta en su página oficial anunciando su separación definitiva, para continuar así con los proyectos individuales de los integrantes de la misma.
El 17 de octubre de 2009 se realizó la 7.ª edición del Metal Female Voices Fest VII en Bélgica, festival en el cual la banda participó anteriormente. Floor Jansen estuvo presente como invitada a este evento, participó junto a Epica, banda con la cual tocaron "Follow In The Cry" (canción del disco Prison of Desire). Ese día Floor anuncio el nombre de su nueva banda, ReVamp, la cual lanzó su primer álbum en el 2010 junto con la participación de Joost van den Broek.

## Miembros

### Formación final
- Floor Jansen - Voz
- Sander Gommans - Guitarra solista
- Bas Maas – Guitarra rítmica
- Luuk van Gerven - Bajo eléctrico
- Joost van den Broek - Teclado
- Andre Borgman - Batería

### Miembros pasados
- Mark Jansen - Guitarras (en Prison of Desire y Decipher)
- Joep Beckers - Batería (en Prison of Desire)
- Jack Driessen - Teclado (en Prison of Desire)
- Lando van Gils - Teclado (en Decipher, Exordium y Invisible Circles)

## Discografía

### Álbumes
- Prison of Desire - 2000
- Decipher - 2001
- Invisible Circles - 2004
- Remagine - 2005
- After Forever - 2007

### EP
- Ephemeral - 1998
- Wings of Illusion - 1999
- Exordium - 2003

### Sencillos
- Follow In The Cry - 1999
- Monolith of Doubt - 2002
- Emphasis/Who Wants to Live Forever - 2002
- My Choice - 2003
- Digital Deceit - 2004
- Being Everyone - 2005
- Two Sides - 2006
- Energize Me - 2007
- Equally Destructive - 2007